# سیارک ۱۶۸۴۷
سیارک ۱۶۸۴۷ (به انگلیسی: 16847 Sanpoloamosciano، نامگذاری:1997XK10) شانزده هزار و هشتصد و چهل و هفتمین سیارک کشف شده‌است که در ۸ دسامبر ۱۹۹۷ کشف شد.
قدر مطلق سیارک برابر ۱۳٫۱۰ است.